# خوان أوريتش
خوان أوريتش (بالإسبانية: Club Juan Aurich de Chiclayo)‏ هو ناد بيروي لكرة القدم، يقع مقره في تشيكلايو. يلعب الفريق مبارياته على ملعب إلياس أغويير وهو أحد أندية دوري الدرجة الأولى في بيرو. تم تأسيس النادي يوم 3 سبتمبر 1922.

## وصلات خارجية
- الموقع الرسمي